# Balrothery
Balrothery (irisch Baile an Ridire, deutsch: „Ort des Ritters“, früher Baile Ruairí, deutsch: „Ort des Rory“) ist eine Ortschaft im County Fingal in Irland, ein südlicher Vorort von Balbriggan. Bei der Volkszählung von 2022 hatte Balrothery 2.282 Einwohner.

## Lage
Balrothery liegt 28 Kilometer nordnordöstlich von Dublin an der R132 von Swords nach Balbriggan (die frühere Nationalstraße von Dublin nach Belfast).

## Geschichte
Bei Ausgrabungen am Rosepark zeigte sich, dass seit der Eisenzeit Befestigungsanlagen auf dem Hügel bestanden. Die dadurch entstandene Siedlung muss von gewisser Bedeutung gewesen sein. Im 9. Jahrhundert nach Christus wurde die Gegend jedoch wieder verlassen. Der Normannenvasall Robert de Rosel erhielt die Baronie als Lehen 1171 und begründete eine Kirche. Geoffrey de Costedin übereignete Balrothery irgendwann zwischen 1191 und 1212 an das Kloster Tristernagh bei Kilbixy im County Westmeath.

## Sehenswürdigkeiten
- Tower House, um 1500 aus Bruchstein errichtet, mit der Peterskirche (profaniert), heutiges Kulturerbezentrum
- Glebe House und Glebe Park
- Standing Stone

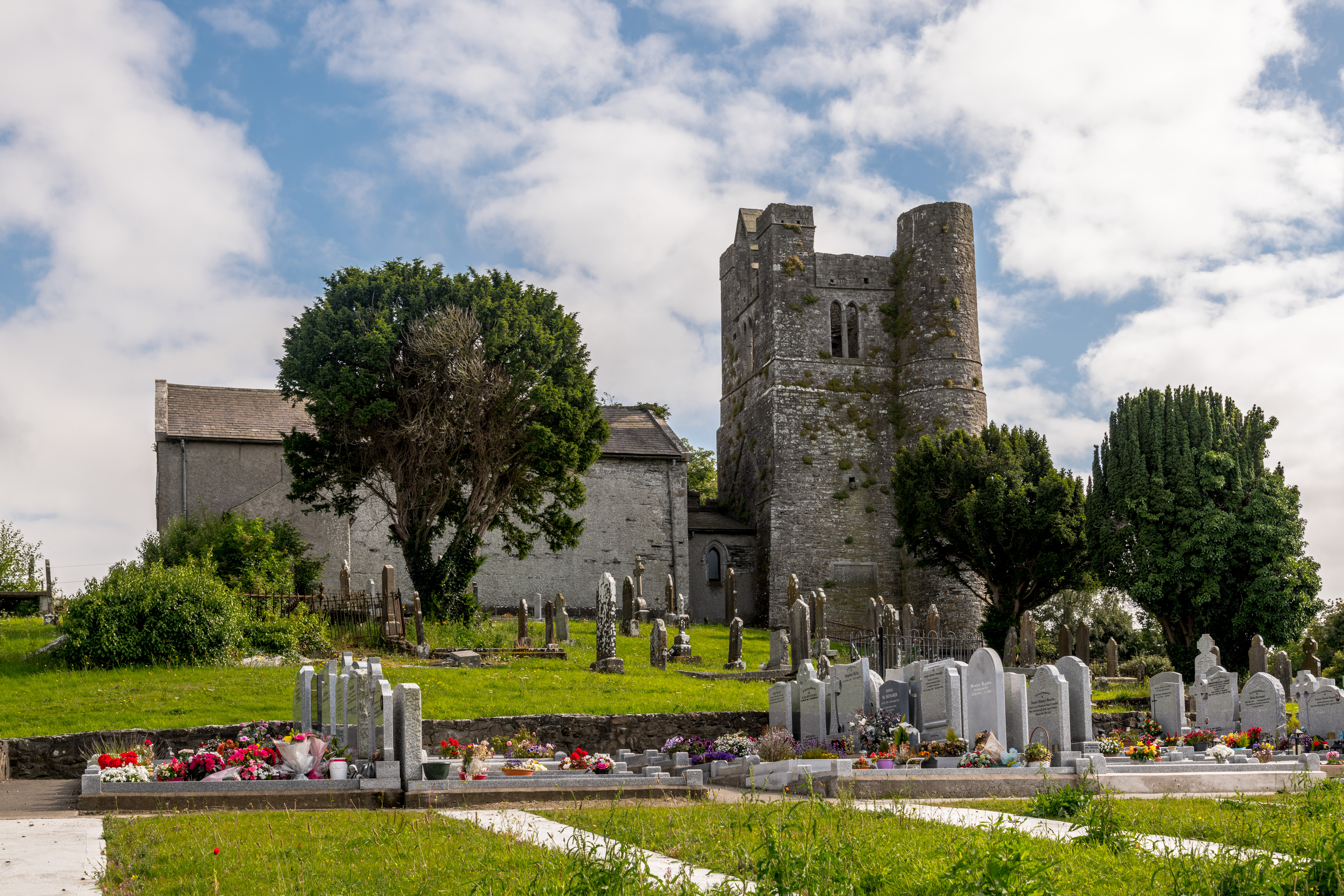
Tower House mit der profanierten Peterskirche

## Persönlichkeiten
- Edward Murphy (1651–1728), römisch-katholischer Bischof von Kildare und Leighlin (1715–1724) sowie Erzbischof von Dublin (1724–1728)
- Hugh Hamilton (1729–1805), Naturphilosoph und anglikanischer Bischof von Clonfert und Kilmacduagh (1795–1799) und Bischof von Ossory (1799–1805)
- Mikey Graham (* 1972), Sänger von Boyzone